# Кутловица
Кутловица (болг. Кутловица) — село в Болгарии. Находится в Силистренской области, входит в общину Алфатар. Население составляет 72 человека.

## Политическая ситуация
В местном кметстве Алеково, в состав которого входит Кутловица, должность кмета (старосты) исполняет Иван  Захариев Христов (коалиция в составе 6 партий: Новое время (НВ), Национальное движение «Симеон Второй» (НДСВ), ВМРО — Болгарское национальное движение, Союз демократических сил (СДС), партия АТАКА, Граждане за европейское развитие Болгарии (ГЕРБ)) по результатам выборов правления кметства.
Кмет (мэр) общины Алфатар — Радка Георгиева Желева (Болгарская социалистическая партия (БСП)) по результатам выборов в правление общины.